# لی یونگ آه
این یک نام کره‌ای است؛ نام خانوادگی لی است.
لی یونگ آه (کره‌ای: 이영아؛ زادهٔ ۲۳ اکتبر ۱۹۸۴) بازیگر اهل کره جنوبی است.او بیشتر به خاطر نقش خود در مجموعه تلویزیونی عروس طلایی، محصول سال ۲۰۰۷ شناخته شد که به علت محبوبیت، برای ۱۴ قسمت دیگر تمدید شد.
وی در سریال رویای فرمانروای بزرگ در نقش ملکه جیندوک بازی کرد.